# Sezame, otevři se
Sezame, otevři se (v anglickém originále Sesame Street) je americký televizní cyklus pro dětské publikum. Jeho zakládajícími tvůrci jsou Joan Ganz Cooneyová a Lloyd Morrisett. Program má vzdělávací funkci, ale ta je plněna zábavnou formou, s pomocí plyšových loutek Jima Hensona a dále za pomoci krátkých animovaných filmů. Pořad měl premiéru 10. listopadu 1969 a hned získal vysokou sledovanost. Původně byl produktem americké veřejnoprávní společnosti PBS. Od 16. ledna 2016 je vysílán na prémiovém kanálu HBO. Za téměř půlstoletí jeho existence vzniklo přes 4000 epizod. Při 40. výročí cyklu v roce 2009 bylo uvedeno, že pořad byl vysílán ve více než 140 zemích světa. Vyhrál 167 cen Emmy a 8 cen Grammy. Podle odhadu z roku 2008 sledovalo Sezame, otevři se v dětském věku 77 milionů Američanů. Jeho pozice v americké kultuře je tedy velmi silná, je často citován a parodován v jiných kulturních obsazích. Seriál vzbudil též mnoho diskusí o hodnotě vzdělávání zprostředkovaného touto humornou formou a byl k prověření svého účinku i předmětem zkoumání řady odborníků. Formát byl také často napodobován, v Československu mj. cyklem Studio Kamarád.

## Vysílání v Česku
Seriál v českém znění vysílala Česká televize od září 1996 do 25. srpna 2007.

## Dabing
- Bohoušek – Libor Terš
- Pták Buk – Michal Jagelka
- Bert – Tomáš Juřička
- Ernie – Martin Sobotka
- Žabák Kvak – Libor Hruška
- Keksík – Vladimír Fišer
- Elmo – Helena Dytrtová
- Prairie Slunečná – Helena Dytrtová
- Zoe – Helena Dytrtová
- Režie českého znění: Jana Semschová